# Kroni
Kroni (en tamil: குறோணி) es una figura en la mitología ayyavazhi. Es la principal manifestación del mal y se manifiesta en diferentes formas como Ravana y Duryodhana, según las eras o yugas. Para contrarrestar las manifestaciones demoníacas de Kroni, Mayon (nombre tamil de Vishnu) se encarna en avatares como Rama y Krishna. Kroni es análogo a Satanás en la tradición judeocristiana. Muestra muchas similitudes con el demonio Kali del Majábharata y el Kalki-purana.

## Teogonía
Según el libro sagrado ayyavazhi, el Akilathirattu Ammanai, Kroni nació el primero de los ocho yukam con abundantes miembros, cada uno de ellos mayor que una montaña. Sintiendo una ardiente sed, se bebió el mar hasta vaciarlo y no teniendo suficiente se tragó Kailash, la morada de Shiva, como aperitivo del resto del universo.
Mayon, que vivía con Shiva en Kailash, logró escapar e inició unas tapas (una penitencia) para recibir el favor de Shiva y destruir a Kroni. Una vez logrado, Shiva dividió a Kroni en seis fragmentos y encargó a Mayon la tarea de reencarnarse cada eón para acabar con el fragmento de Kroni presente en esa era. Tras acabar con todos los fragmentos, Kroni fue condenado al infierno.
Este evento marca el final del primer Yukam.

## Los fragmentos de Kroni
Los seis fragmentos de Kroni renacieron en forma de asuras o espíritus malvados en seis Yukam sucesivos. En cada era, Mayon se reencarnaba para destruirlos. Los fragmentos se conocen con los siguientes nombres:
1. Kuntomasali
2. Thillaimallalan and Mallosivakanan
3. Suraparppan Sinkamukasuran and Iraniyan
4. Ravanan
5. Thuriyothanan y los Noventa y Nueve Hermanos
6. Kaliyan

Se cree que Kroni, el espíritu de Kali Yuga es omnipresente en la actualidad, razón que esgrimen los seguidores de Ayyavazhi entre otros hindúes para confirmar la degradación de esta era.

### Asuras y Avatares en los diferentes yugas
| NO | Yuga           | Asura                               | Avatar               |
| -- | -------------- | ----------------------------------- | -------------------- |
| 1  | Neetiya Yuga   | Kroni                               | Narayana             |
| 2  | Chathura Yukam | Kundomasali                         | Mayon                |
| 3  | Netu Yukam     | Thillai mallalan and Mallosivahanan | Thirumal             |
| 4  | Kretha Yuga    | Surapadman and Iraniyan             | Muruga and Narasimha |
| 5  | Tretha Yuga    | Ravana                              | Rama                 |
| 6  | Dwapara Yuga   | Duryodhana                          | Krishna              |
| 7  | Kali Yuga      | Kaliyan                             | Trinidad             |
| 8  | Dharma Yuga    | ninguno                             | Ayya Vaikundar       |

## Visión filosófica
Desde el punto de vista filosófico, Kroni es el mal que evita que el alma alcance el conocimiento o felicidad absoluta. Los seis fragmentos corresponden a los seis males localizados en los chakras con la excepción de Sajasrara, el séptimo chakra.
Si el ser humano combate los efectos negativos de cada chakra, llegaría a un estado de unión con Dios.
Esta visión está duramente criticada por algunos seguidores puesto que el Akilathirattu Ammanai no menciona a Kroni en relación directa con los chakras.

## Otras referencias
- G.Patrick, Religion and Subaltern Agency, University of Madras, 2003
- Ari Sundara Mani, Akilathirattu Ammanai Parayana Urai, Vaikundar Thirukkudumbam Publications, 2002.

- Datos: Q2268582